# Сірнички
Сірни́чки — село в Україні, у Затурцівській сільській громаді Володимирського району Волинської області. Населення становить 103 особи.

## Історія
У 1906 році село Торчинської волості Луцького повіту Волинської губернії. Відстань від повітового міста 9 верст, від волості 20. Дворів 56, мешканців 330.
Після ліквідації Локачинського району 19 липня 2020 року село увійшло до Володимир-Волинського району.

## Населення
Згідно з переписом УРСР 1989 року чисельність наявного населення села становила 130 осіб, з яких 57 чоловіків та 73 жінки.
За переписом населення України 2001 року в селі мешкали 103 особи.

### Мова
Розподіл населення за рідною мовою за даними перепису 2001 року:
| Мова       | Кількість | Відсоток |
| ---------- | --------- | -------- |
| українська | 101       | 98.06%   |
| російська  | 2         | 1.94%    |
| Усього     | 103       | 100%     |

## Відомі люди
У селі 7 вересня 1947 року народився Олександр Володимирович Огородник — український диригент, композитор, народний артист України (1993).